# 名誉主席
名誉主席（めいよしゅせき）とは、主に中華人民共和国（以下、中国）及び中華民国（以下、台湾）の政府・政党その他の団体において主席と称する職責にあったもの、または代表的地位にあった者、または主席就任歴がなくとも礼遇に値する者に対して授与・贈呈される栄誉職または称号。関連する称号として名誉副主席がある（本項「名誉副主席」の節を見よ）。

## 名誉主席

### 国家の名誉主席
名誉主席とは、以下の通り、中国及び台湾で国家、政党、各団体の各層から選出される人物に置かれる称号であるが、中国の唯一国家の名誉主席として挙げられ、さらに政党、各団体の名誉主席として選出されたのは宋慶齢ただ一人である。宋慶齢は米国での留学を経て日本で後に孫文との結婚後は夫とともに中華民国の建国に参加し、夫の死後も党の運営に従事。1948年1月、中国国民党革命委員会名誉主席に選出された。しかし、中国共産党への対応を巡り、孫文の後継たる蔣介石や他の宋氏一族と対立。1949年、国共内戦終結後、台湾に逃れた蔣介石・宋美齢と行動を別にし中国大陸に残留し、中華人民共和国成立後は中国共産党の幹部に転じた。その後、中央人民政府副主席を務め、同時に中華全国婦女連合会名誉主席に選出された。さらに、1981年5月、死去の2週間前に中華人民共和国名誉主席の称号を授与された。宋慶齢は国家主席になったことはないが、国家主席廃止期において全人代常務委員会副委員長として、委員長だった朱徳の死から葉剣英が新委員長に決まるまでの2年弱国家元首の職責を果たしていた。なお、国家主席が再設置されたのは1982年であり、国家主席が存在しない時期に名誉国家主席が授与されたことになる。

### 政党の名誉主席
政党の名誉主席は主に中華民国の政党である中国国民党の称号である。前述の宋慶齢が就任した中国国民党革命委員会名誉主席が古例として挙げられるが、現在の台湾では主に党主席の職を退いた後の名誉職として知られる。2005年、中国国民党元主席である連戦が名誉主席に就任したほか。2009年には、やはり元党主席である呉伯雄が中国国民党名誉主席に就任している。呉伯雄は名誉主席就任後も政治活動に関与し、2013年には訪中して中国共産党中央委員会総書記の習近平と会談。習本人から台湾の東アジア地域包括的経済連携（RCEP:Regional Comprehensive Economic Partnership）への参加に肯定的な発言を引き出すなど対中関係の改善や台湾の通商拡大に尽力している。

### 各種団体の名誉主席
中国の各種団体でも政界関係者が名誉主席に選出されることがある。かつて、毛沢東が中国人民政治協商会議名誉主席に就任していたほか、宋慶齢や周恩来総理夫人の鄧穎超、李富春副総理夫人の蔡暢が中華全国婦女連合会名誉主席として選出されている。また、1988年には中国共産党中央委員会総書記の趙紫陽が中国ゴルフ協会から要請を受け、同会名誉主席に就任している。

## 名誉副主席

### 中国各種団体における名誉副主席
また、中国の各種団体では名誉主席に準ずる称として名誉副主席がある。中国人民政治協商会議名誉副主席の劉靖基や、中国作家協会名誉副主席の王蒙・姚雪垠らが知られる。

### 報道資料
- 『朝日新聞』2009年8月3日朝刊
- 『毎日新聞』1959年4月28日東京夕刊
- 『毎日新聞』1978年9月18日東京朝刊
- 『毎日新聞』1988年1月27日東京朝刊
- 『読売新聞』1995年5月1日東京朝刊
- 『読売新聞』1997年2月16日東京朝刊
- 『読売新聞』2005年7月21日東京朝刊
- 『読売新聞』2010年7月13日東京朝刊
- 『読売新聞』2013年1月18日東京夕刊
- 『読売新聞』2013年6月15日東京朝刊